# Boomweide

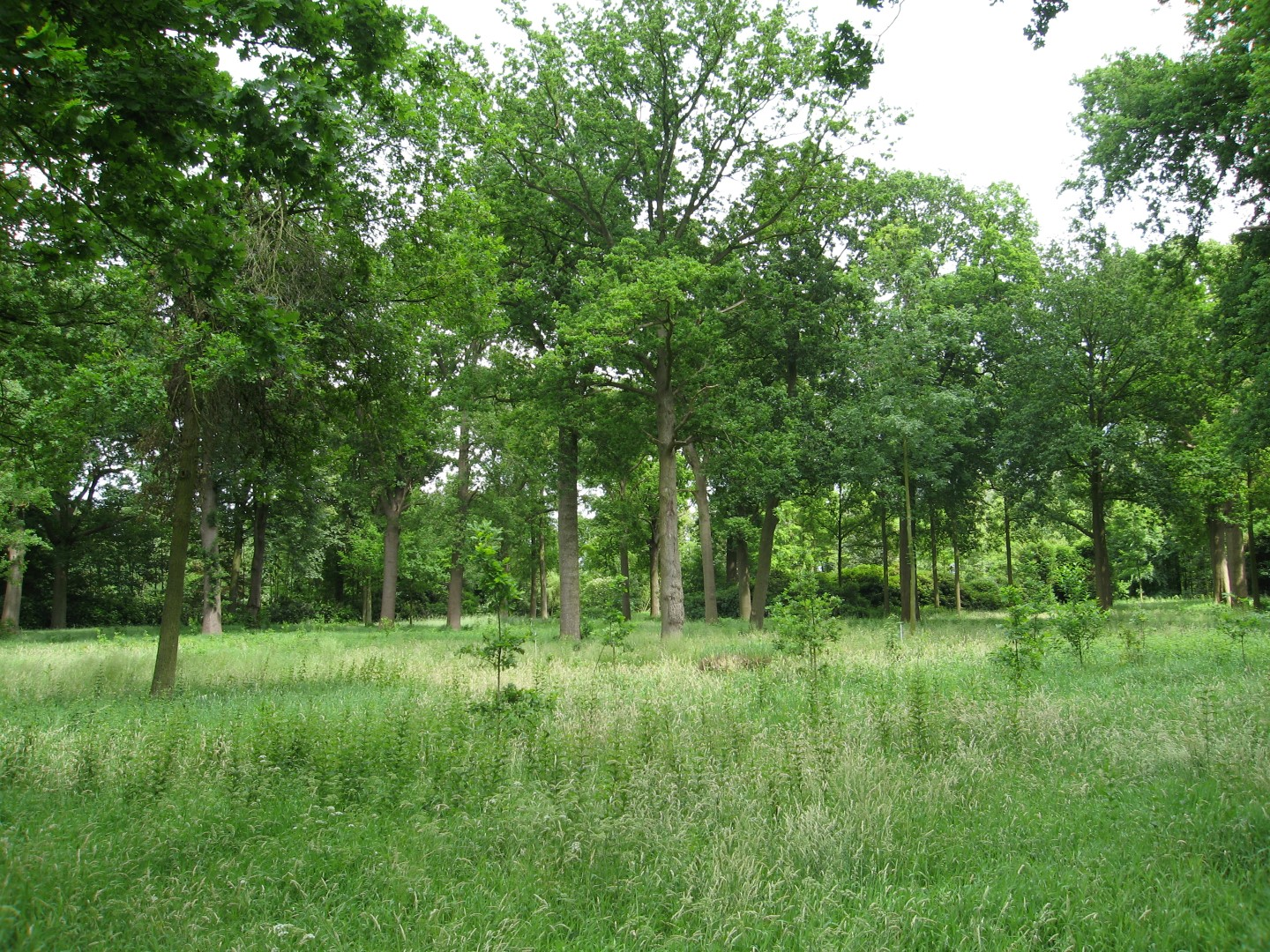
Bosweide met zomereik in het park van kasteel Gruuthuse in Oostkamp (België)

Een boomweide is een groep bomen die op dezelfde plantafstand van elkaar staan in een vierkantsverband. De kronen raken elkaar niet. De ondergroei van een boomweide bestaat uit gras of lage kruiden. De bomen zijn meestal van dezelfde soort en kunnen klonen van elkaar zijn.
Boomweiden hebben voornamelijk een esthetische doelstelling en worden gebruikt voor de recreatie of om een ruimte heterogener te maken. Ze hebben echter ook ecologische waarde omdat een boomweide voor schaduw voor flora en fauna zorgt en voor beschutting tegen predatoren. De zaden, vruchten en nectar van de bomen dienen tevens als voedsel voor bepaalde soorten.